# Ptochophyle zombensis
Ptochophyle zombensis là một loài bướm đêm trong họ Geometridae.